# Delphinium menziesii
Delphinium menziesii är en ranunkelväxtart. Delphinium menziesii ingår i släktet storriddarsporrar, och familjen ranunkelväxter.

## Underarter
Arten delas in i följande underarter:
- D. m. menziesii
- D. m. pallidum

## Bildgalleri

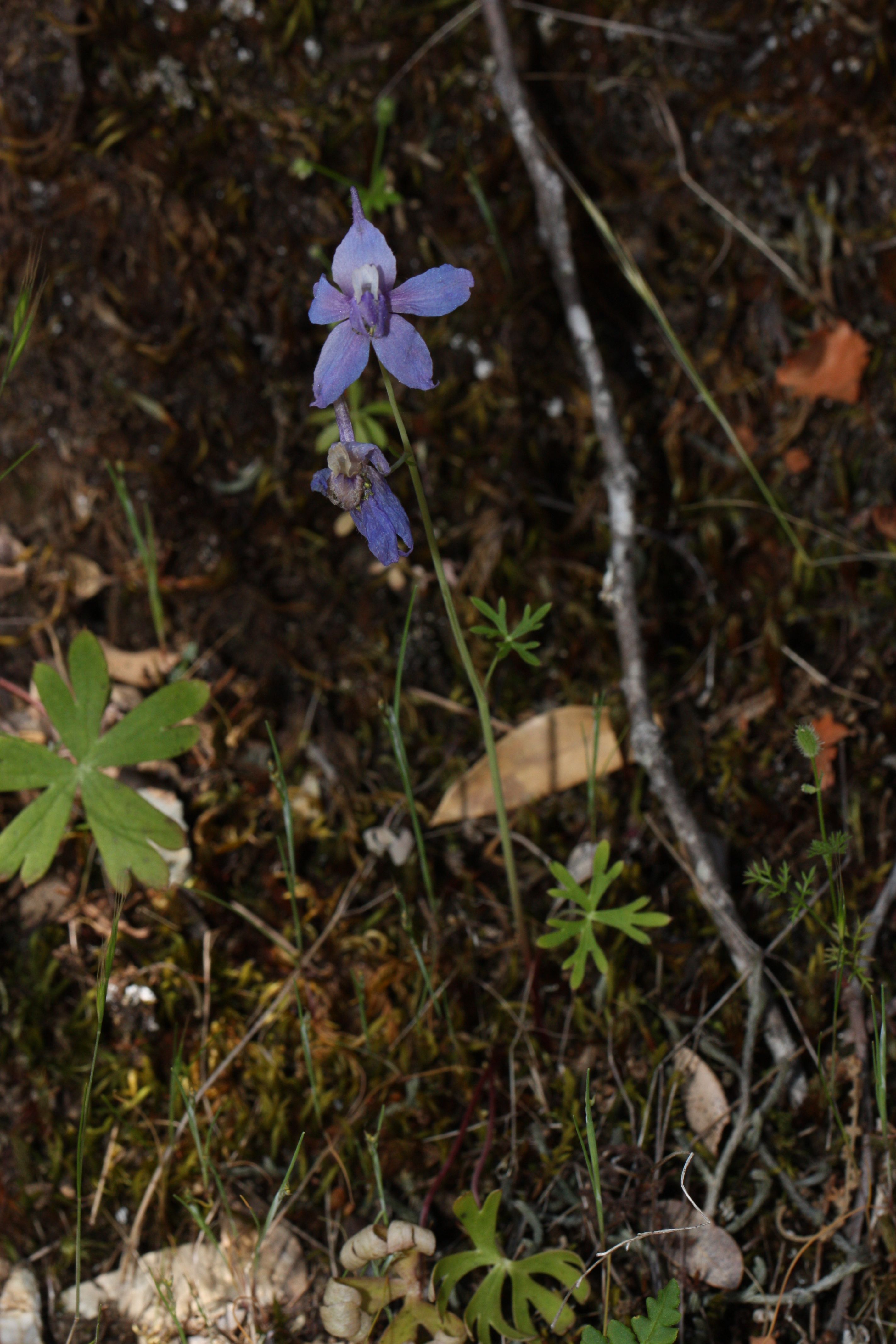
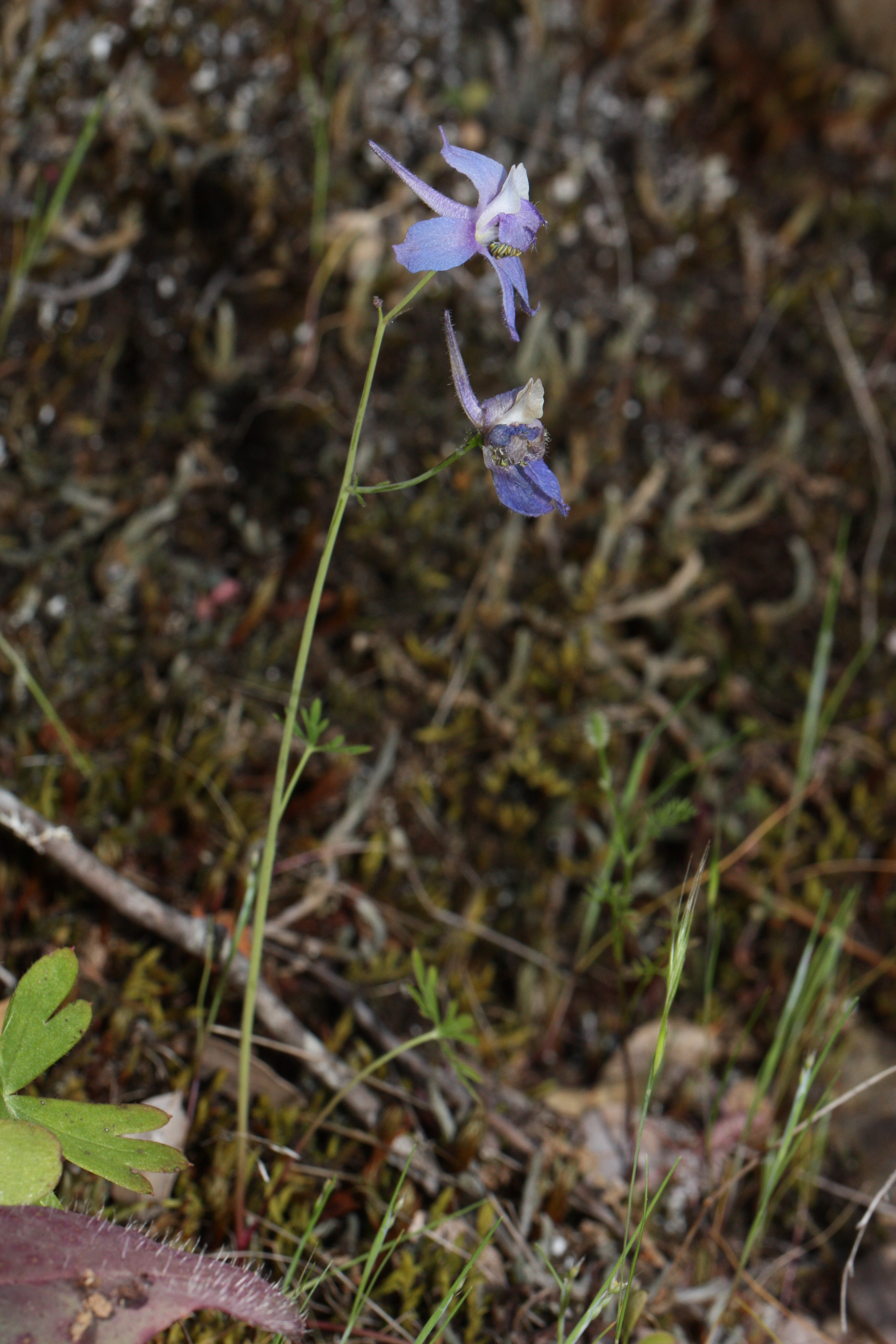
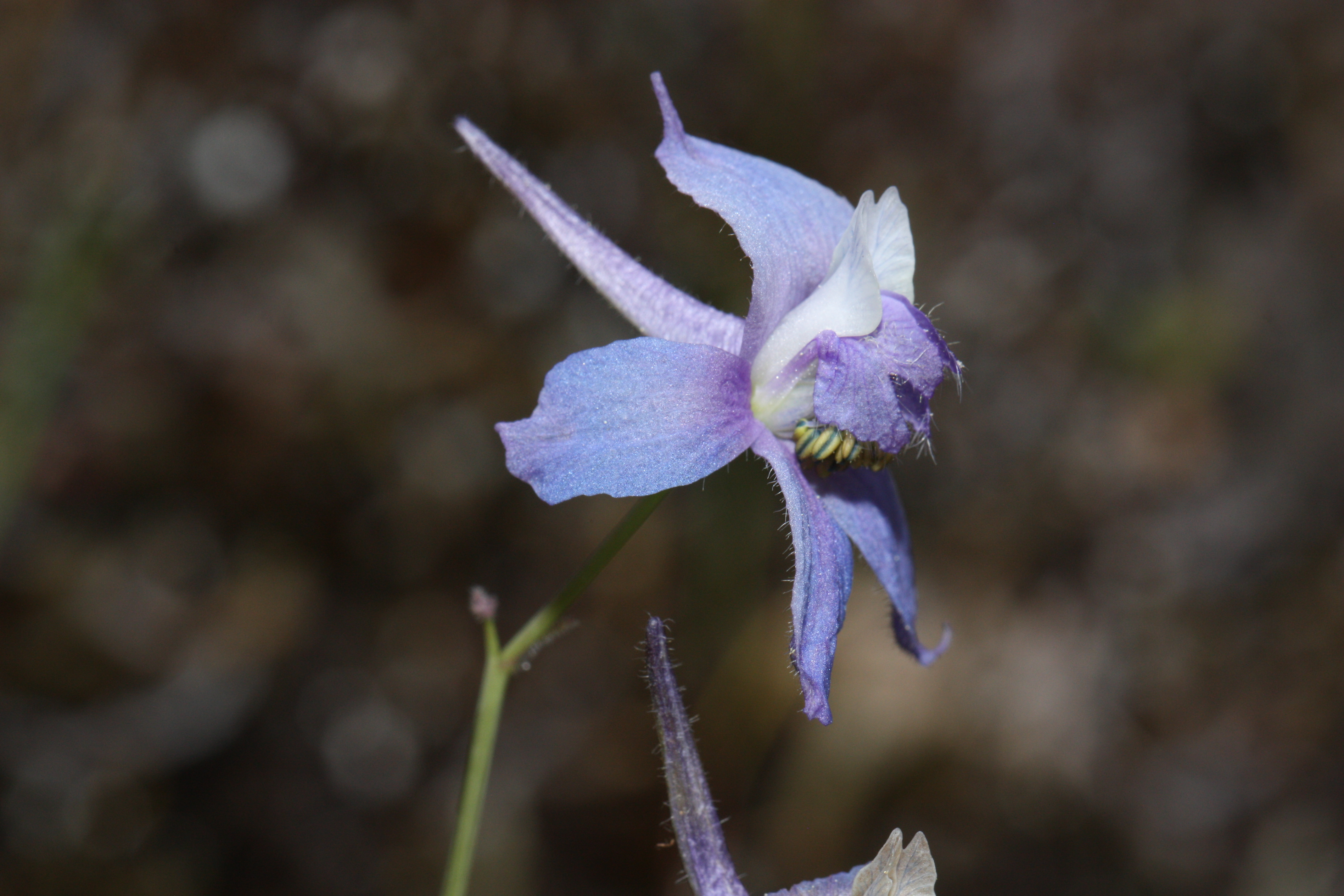
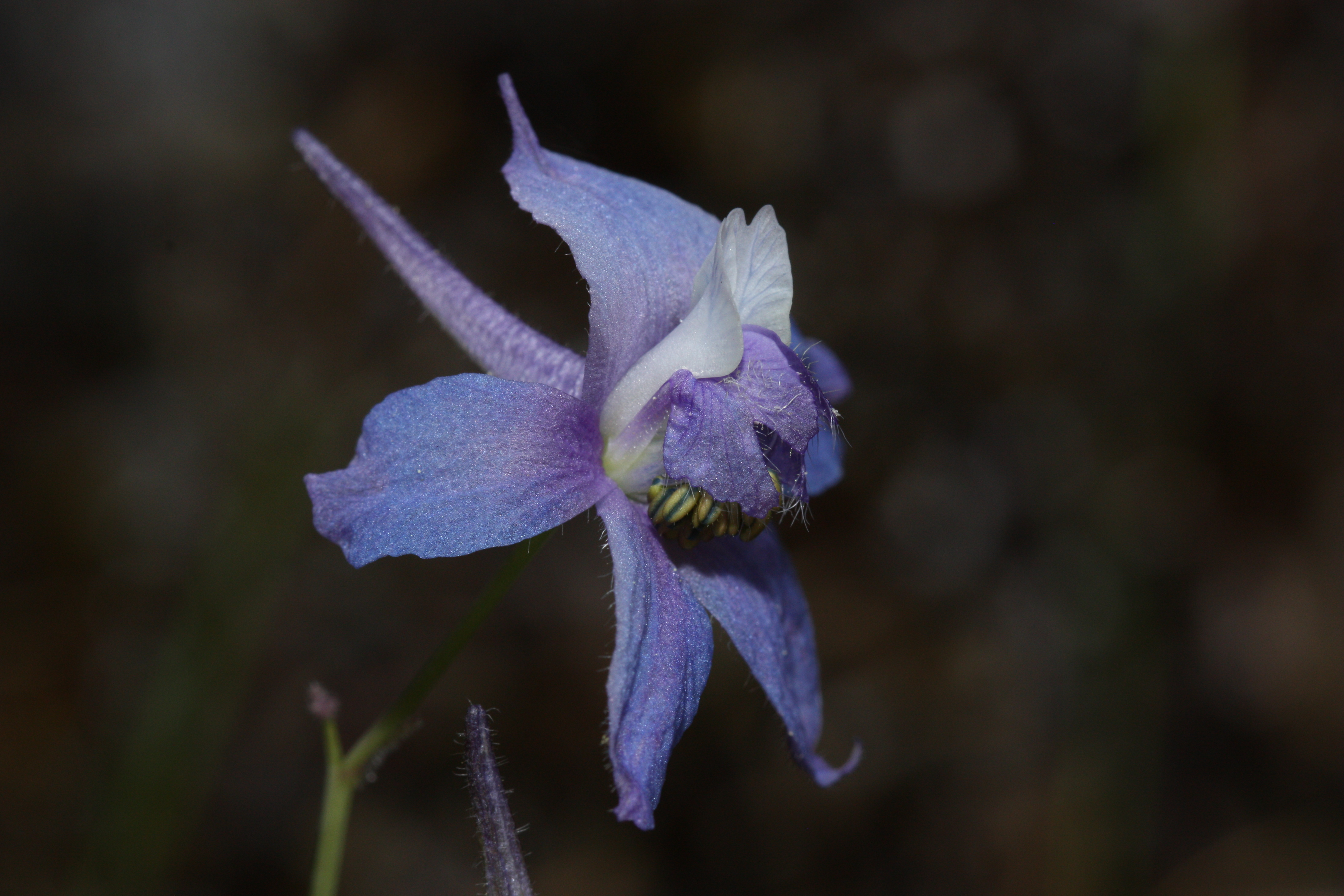